# まぜてよ★生ボイス
まぜてよ★生ボイス（まぜてよなまぼいす）とは、日本の携帯電話向け着信ボイスサイトである。

## 概要
クリプトン・フューチャー・メディアが運営していた着信ボイスのウェブサイトで、略称は「まぜ生」。日本の携帯電話キャリアの内、au、ドコモ、ソフトバンクに対応している。
携帯電話の着信時に声優の声により着信がコールされる他、ユーザーが設定することで様々な着信ボイスを作成することが出来る。
様々なキャラクターが設定されており、好みの声（声優）のキャラクターを選択できる。
2009年7月6日より公式ウェブサイトとしてリニューアルした有料の「まぜてよ★生ボイス」がスタートしており、従来の無料版も引き続き展開されている。
2011年5月にはMobage（モバゲー）にてソーシャルライトノベルゲーム『Re:まぜてよ★生ボイス』がリリースされた。ゲーム登場の新キャラ声優として「柚木涼香」「加藤英美里」「田中理恵」「沢城みゆき」が新たに加わった。
まぜてよ★生ボイス所属のキャラクターは2011年7月現在、総勢46名である。
2013年3月29日にサービスを終了した。

## 参加声優
（）内は役名
- 藤田咲（初音ミク、あいな、さら、みくる、ゆりあ）
- 下田麻美（鏡音リン・レン、ほのか、るな、たくと、まお、いる、はやと、まりる、まほ、しょうこ）
- 浅川悠（巡音ルカ）
- 若林直美（みゆ、ななみ、あやこ、ゆきの）
- 中村繪里子（かりん、はるこ、ゆい、エレン、ひなの）
- 鳥海浩輔（レイ、ナオト、トオル、シュウ、リカルド）
- 羽多野渉（KYO、シン、レオン、リク〈リク&カイ〉、サクヤ、清志朗）
- 柿原徹也（カイ〈リク&カイ〉、ケイン、キョウヘイ、ユウマ、そうた、トモ）
- 鈴村健一（カナメ、サトシ）
- 梶裕貴（けんたろう、だいち)

### 『Re:まぜてよ★生ボイス』からの参加
- 柚木涼香（さや）
- 加藤英美里（ちい）
- 田中理恵（めぐみ）
- 沢城みゆき（しずか）

## 参加イラストレーター
- KEI
- あづま笙子
- Tiv
- 銀木犀
- スドウヒロシ
- 白玉団子 (イラストレーター)
- ぜろきち

## キャラクター一覧
声優に関しては参加声優の項目を参照
※設定などは全て公式サイトから

### 現代
キャラクターの多くはこちらの世界にいる。
　中学・高校・大学・会社など現代の日本と似たような世界。
　現代のキャラたちはファンタジー界の存在をしらない。
　たまにファンタジー界の住人がやってきて、一緒に過ごしたりしている（言語も通じる）

#### まぜ生学園高等部
トオル
　ボイス系統など：ツンツン優等生系
　生年月日：11月29日/17歳
　血液型：A型
　生徒会副会長を務める、データと理論が全てという優等生。17歳。女子からモテるが、持ち前のクールな性格で一刀両断。だがメガネをはずすと…!?11月29日生まれ。
　リク＆カイ
　ボイス系統など：天真爛漫な双子系
　生年月日：6月9日/17歳
　血液型：B型
　イタズラ好きでノリノリな双子。カジュアルな格好が多く、よく二人で古着屋を巡ったりしている。見分ける方法は髪の毛の分け目とアホ毛の数。手のひらを合わせてキメポーズをすると…何かが起きる!?
　リク：双子の兄。少々わがままな弟を陰ながらフォローする事が多いためか、一人の時は比較的穏やか。アホ毛の数は2本。
　カイ：双子の弟。ノリが良くて感情表現豊かだが、少々わがままで兄のリクを困らせる事も。アホ毛の数は1本。
　さら
　ボイス系統など：泣き虫系
　生年月日：6月29日/17歳
　血液型：A型
　超が付くほど泣き虫な17歳。本を読んでも、映画を見てもとにかく泣く。でもそれは人より感受性の高い証拠なのです。運動はちょっと苦手だけど学力優秀！とくに国語はTOPクラス！
　かりん
　ボイス系統など：まぜ名前ナレーター
　生年月日：8月7日/17歳
　血液型：O型
　キュートな声と愛らしい姿で人気の放送局員｡まぜ名前ナレーターも担当!元気いっぱいのお昼の校内放送を、密かに楽しみにしている学生も多いとか…。
　まお
　ボイス系統など：チャイナ娘系
　生年月日：4月4日/16歳
　血液型：B型
　中華料理屋の看板娘。元気の良さとちょっぴり強引な所が可愛いと常連客から大人気。語尾にアルがついつい付いちゃう…16歳。
　あいな
　ボイス系統など：天然系
　生年月日：3月3日/17歳
　血液型：AB型
　テニス部所属の高校2年生。みくるの先輩で、部活の練習が終わった後には、ふたりでよくアイスクリーム屋さんやクレープ屋で寄り道する。のんびりしているので、よく運動音痴に見られるが、実はテニス以外にもスポーツはけっこう得意。試合の時に見せるポニーテール姿は、クラスの男子の密かな憧れとなっている。
生徒会副会長のトオルと同じクラスだが、トオルを怖がらず普通に話しかけられるのはあいなしかいないので、当番やクラスの係などはペアを組まされることが多い。しかし本人は天然のため、まったく気にしていない。
勉強は得意な方だが暗記が苦手で、すぐに忘れてしまう。しかしあまりくよくよ悩まない。趣味はお菓子作り。みくるに差し入れとして持って行ってあげると、大抵はおいしく食べてくれるが、たまに「あいな先輩！これはないです！」と真っ青な顔をするのが不思議でたまらない今日この頃。
　みくる
　ボイス系統など：妹系
　生年月日：7月18日/16歳
　血液型：A型
　7月18日生まれ。テニス部に所属する元気いっぱいの16歳。ちょっと舌っ足らずの所もあるが、その明るい性格でクラスの人気者。だらしのない兄にいつも手を焼かされっぱなし…
　あやこ
　ボイス系統など：学校の先生系
　生年月日：10月17日/28歳
　血液型：O型
　10月17日生まれ。生徒指導に燃える、バリバリの熱血高校教師。厳しい指導で有名だが、生徒からの人気は高い。28歳。
　ひなの
　ボイス系統など：隣の席の女の子系
　生年月日：4月14日/17歳
　血液型：B型
　同じクラスの隣の席の女の子。「もぅ～しょうがないんだから～」が口癖。好きな男の子には積極的にアタックしちゃうタイプで、世話を焼きながらも可愛くアドレスを聞こうとアピールしてくる。
部活はチアリーダー部に所属していて、副部長を務める。はつらつとした笑顔と持ち前の面倒見の良さで、部員達を陰ながら引っ張っているが、未だにみんなの前でミニスカート姿で踊るのはちょっと恥ずかしいらしい。放送局のかりんと仲が良く、休日には二人で買い物に出かけたりしている。
ひよこが好きで、ヘアピンや携帯ストラップにいつもつけている。イエローの携帯で、噂によると着メロまでひよこの鳴き声を使っているらしい…!?趣味はお菓子作り。さくさくのクッキーが焼けるよう、只今特訓中！
　カナメ
　ボイス系統など：腹黒生徒会長
　生年月日：4月8日/18歳
　血液型：AB型
　学園の生徒会長。日々トオルを弄って遊んでるが、いざという時の統率力と機転はピカイチ。笑顔で人を丸め込むのが得意な彼を、影で「魔王」と呼ぶ者も…。双子の悪戯も通用せず、レイが将来自分の右腕にしようと考えている…という噂が流れる程のやり手。普段は自分の事を「僕」と呼ぶが、スイッチが入ると｢俺」になる。趣味は人間観察と読書。純文学が好き。甘い物が大好きで、棒付きキャンディが似合う。女子からモテるが、本人があまりにも興味を示さないため、男好き…と噂が立った事も。医者一家の一人息子。
　けんたろう
　ボイス系統など：爽やか少年系
　生年月日：4月13日/16歳
　血液型：O型
　爽やかな笑顔が眩しいサッカー部所属の高校1年生。キャラの濃い同級生に囲まれながらも、毎日屈託のない笑顔を振りまく、学園の癒し的存在。リク＆カイのいたずらや、腹黒生徒会長のダークサイドを見ても、大抵「あはは～お前、面白いなー」の一言で済ませてしまう。
頼みごとも快く引き受けてくれるため、最近では、部員が少ないまぜ生学園の放送局で出張アナウンスもしているらしい。好きな食べ物はハンバーガー。

#### まぜ生学園中等部
ゆりあ
　ボイス系統など：不思議系
　生年月日：11月23日/14歳
　血液型：AB型
　11月23日生まれ。その天真爛漫な性格からか、時折意味不明な発言をすることも少なくはないが(笑)明るく元気をモットーに日夜楽しく生きる14歳。
　たくと
　ボイス系統など：ツンデレ少年系
　生年月日：9月9日/14歳
　血液型：O型
　9月9日生まれ。同級生のゆりあに密かに思いを寄せるが、いつも振り回されっぱなし…。思春期まっただ中のいわゆる「ツンデレ系」な14歳。
　ユウマ
　ボイス系統など：ツン"テレ"少年系
　生年月日：11月11日/15歳
　血液型：O型
　気が強く、素直になれない反抗期のような少年。すぐに怒るがそれは好意の裏返し。本人は必死に隠しているつもりだが、顔が赤くなっているので周囲にはバレバレ。好きなコと仲良くしたいと思っても、そんな事を考えている自分が恥ずかしくなってきて耳まで真っ赤になってしまう。
　シャツの襟を開けては先生に怒られるがやめない。腕まくりはデフォルト。髪も毎朝がんばってセットしているが、褒めると怒る。
　夜遅くまでバレー部の練習に明け暮れる毎日。授業中は早弁するか寝てばかりいるが、理数系は得意。化学の授業で着る白衣が似合ってるような気がして、将来は白衣を着れる職業に就きたいと妄想している。ただし、国語は文章からの読み取りが全く出来ず、大の苦手。好きなものはシューティングゲーム。反射神経には自信アリ。
　ゆい
　ボイス系統など：ツンツン同級生系
　生年月日：6月30日/14歳
　血液型：B型
　強気で意地っ張りだが、本当は素直になりたい年頃の女の子。気になる男の子の前では、ついツンツンしちゃう…。6月30日生まれの14歳。
　はやと
　ボイス系統など：やんちゃ少年系
　生年月日：4月12日/13歳
　血液型：O型
　バスケが得意な13歳。数学と歌が大の苦手。また牛乳が飲めないため、友達には「だから背が伸びないんだぞ～」とからかわれる。好きな食べ物はプリン。将来の夢は正義の味方(レッド希望)。困った人は放って置けない。4月12日生まれ。
　まほ
　ボイス系統など：残酷系
　生年月日：6月6日/13歳
　血液型：AB型
　可愛い見た目とは裏腹にとんでもない台詞を吐くヤンデレな女の子。最初は大人しくてちょっと不思議な女の子だが、次第に恐ろしい暴言が飛び出すようになる。教室の窓際でひなたぼっこをしながら、珍しい本を読んだり、ヘンなイラストを描いたりしている。闇状態に入ると表情がまったく変わり、別人のようになる…が、同じクラスのゆりあやはやとはその様子にまったく気づいておらず、たまに鋭いツッコミをする面白い子として、仲良く学校生活を送っている。部活は家庭科部に所属、特技はマグロの解体。13歳の6月6日生まれ。
　だいち
　ボイス系統など：弱虫少年系
　生年月日：11月1日/14歳
　血液型：O型
　気の優しい、ちょっと弱虫な男の子。いつもおどおどしていて、ドモってしまうこともしばしば。しかし言わなければならない事はきちんと伝える、芯のある子。
　同じクラスのゆいに「もう！アンタ、はっきりしなさいよねっ！」と怒られてはいるが、テスト前にはノートを貸してあげたりしている。
　隣のクラスのはやとになぜか気に入られてしまい、戦隊ごっこのグリーンにならないかとしつこく誘われる毎日。最近では申し訳ないと思いながらも「ぼ、ぼくはお笑い担当じゃないんで…」と断り続けている。
　家ではラブラドールレトリバーの愛犬「りきまる」を傍らに本を読んで過ごしている。「犬と一緒に外に遊びに出てくれれば…」という両親の思いに本人は全く気づいていない様子。特に外国ファンタジー物が大好きで、将来は小説家になりたいと密かに思っている。
　好きな食べ物はブロッコリーとカリフラワー。もふもふした見た目がたまらないらしい。
　サトシ
　ボイス系統など：やきもち弟系
　生年月日：12月14日/14歳
　血液型：B型
　お姉ちゃんが大好きな中学2年生。だけどシスコンは格好悪いと思って表には出さないように頑張っている。 最近はやきもちを妬くようになり、電話や手紙を渡さないよう奮闘中。大好きなお姉ちゃんに近付く男は誰であろうと容赦なく猛烈に嫉妬しちゃうお年頃。
　お姉ちゃんから赤が似合うと言われてから、いつも赤い服ばかり着ている。得意な科目は算数と体育。好きな食べ物はお姉ちゃんの手作り料理なら何でも。笑うと笑顔が女の子みたいで可愛いが、お姉ちゃん以外の女子には全く興味なし。お弁当を忘れるちょっと頼りない姉に届けに行くのが日課になっている。

#### 一般的な庶民大学
レイ
　ボイス系統など：偉そうな俺様系
　生年月日：12月12日/19歳
　血液型：B型
　某財閥の御曹司。強引でわがままな19歳。小さい頃からちやほやされてきたため、イマイチ周りを信用できないが…。趣味はドライブ。12月12日生まれ。
　ナオト
　ボイス系統など：お兄ちゃん系
　生年月日：7月10日/21歳
　血液型：O型
　いつも妹の事で頭がいっぱいのお兄ちゃん。心配の裏返しなのか何かと一言多く、妹に煙たがられては日々寂しい思いをしている21歳の大学3年生。7月10日生まれ。
　サクヤ
　ボイス系統など：ジェラシー系
　生年月日：9月10日/22歳
　血液型：AB型
　嫉妬深くて、自分が好きな子には並々ならぬ愛情を注ぐ青年。少しＳっ気があり、やたらとおねだりやお仕置きをさせたがるという少々変わった性格の持ち主。が、しかしそれは深い愛情ゆえだという。幼少の頃からピアノを弾いており、その腕は有名なコンテストに入賞する程のものだが、本人の口からその事実や音楽について語られる事はあまりない。「今は音楽から距離を置きたい」という言葉を最後に、ピアノを弾くこともなくなったという。
　レイやナオトと同じ大学に途中編入してきた。レイに言わせれば「あのナルシー根暗野郎」となり、サクヤからすると「レイはそんな粗野な口をきくからモテないんだよ？」となるらしい。お互いに悪口を叩きつつも、それなりに仲良くはしている。暑い所は苦手。好きな色はブラック、シルバー。趣味は月を見ながら散歩すること。詩を書いているという噂もあるが、そのノートはいくら探しても見つからない…らしい。9月10日生まれの乙女座、22歳。

#### 某有名女子大
ゆきの
　ボイス系統など：上品なお嬢様系
　生年月日：3月14日/19歳
　血液型：A型
　とある財閥の19歳のご令嬢。某有名女子大に通うキャンパスの華だが、本人はあまり自覚していない、ちょっと天然なお嬢様。3月14日生まれ。

#### メイズ財閥関連企業
キョウヘイ
　ボイス系統など：ヘタレ同期系
　生年月日：9月6日/24歳
　血液型：AB型
　ドジなへタレ社員、24歳。いつもミスしては謝っているため、女性社員からはダメ社員と思われている。パシリにされる事もあったが、妙な運で乗り切り続ける。好きなのは猫。ボロアパートでちゃんちゃんこを着ながら、一緒にひなたぼっこをするのが好き。9月6日生まれ。眼鏡をはずすと…
　KYO
　ボイス系統など：バリバリ同期系
　生年月日：9月6日/24歳
　血液型：AB型
　へタレ系キョウヘイはメガネが外れると、裏の顔、バリバリ系に変身！途端に仕事を完璧にこなし、さらには強引に女性社員を誘う大胆素敵なサラリーマンに…！へタレ時にバカにしてきた男性には辛辣な態度を取るため、この姿を見た者はパシリに使う気を喪失するという…但し、自分の意思で外した場合は変わらない。
　ななみ
　ボイス系統など：ご案内のお姉さん系
　生年月日：8月14日/24歳
　血液型：O型
　8月14日生まれ。某大手企業の受付嬢として働く24歳。会社ではしっかり者として通っているが、飲むと豹変！好物は珍味全般♪

#### ホストクラブ メイズ
そうた
　ボイス系統など：無邪気ホスト系
　生年月日：1月5日/21歳
　血液型：O型
　人なつっこくて素直なホスト。天性の人当たりの良さからスカウトされる。お店のマスコット的存在。本人は人気には興味がなく、ただ楽しい時間を過ごして欲しいだけなので、恥ずかしげもなく好意を表現する。よく「も～わんこって言うなよぉ～」と怒る。でも頭をなでなでされるのは好き。拗ねてぶーたれる事もあるが、あっという間に忘れる。近所のおばちゃんのおすそ分けで生きている。ご飯を作ってもらうと、すぐに気を許してしまう。昼間は暇なので、公園で子供と一緒に遊んだりしてる。好きなのは戦隊モノ。1月5日生まれの21歳。

#### その他
ほのか
　ボイス系統など：ドジっ娘メイド系
　生年月日：5月14日/18歳
　血液型：B型
　5月14日生まれ。ドジっ娘を絵に描いたくらいのドジっ娘。ただ今メイドのバイト中（喫茶じゃないよ！）今日もバイト先で一騒動…18歳。
　はるこ
　ボイス系統など：婦警さん系
　生年月日：5月4日/22歳
　血液型：A型
　ドジで元気な新人婦警さん。空回りしてばかりだが、射撃の腕は警視庁の大会で優勝する程の隠れた才能の持ち主でもある。内股で走り回ってはよく転ぶため、絆創膏が絶えない。5月4日生まれの22歳。
　エレン
　ボイス系統など：ワガママ系
　生年月日：2月26日/17歳
　血液型：B型
　良家のお嬢様で、誰に対しても高飛車で冷たい。特に良家が集まる社交パーティなどは大キライらしく、ほとんど参加しない。父親に促されて渋々参加するも、つい無愛想な態度を取ってしまう。
　クリッとした瞳が可愛いはずなのに、めったに笑わない。子供の頃は好奇心旺盛で、よくすり傷を作っては母親に怒られていたりした。
　幼い頃に母親を亡くし、父親と二人暮らし。毎日教会で祈りを捧げているが、お祈りの最中は誰も入る事を許さない。
　趣味は庭作り。母の残したお屋敷の広い庭も普段から自ら手入れをしていて、人間よりも植物とばかり仲良くしている…と近所では噂になっている。好きな花はスノードロップ。 ただ一人、気を許せるのはお屋敷のメイドのみ。小さい頃から世話を焼いてくれたメイドで、姉のように慕っている。
　まりる
　ボイス系統など：萌え軍曹
　生年月日：9月10日/年齢不詳
　血液型：不明
　可愛らしい軍曹。部下を厳しく指導する立場なのに、よく転んではすり傷を作って目に涙を溜めている。だが声の大きさは誰にも負けないパワフルさ。少々舌っ足らずなため「ここぞ！」という時にかんでしまうことも。。。噂によるとエージェントのシンと死線を共にした事があるとかないとか…。フィーリングが合うのか、妖精のいると仲が良い所も頻繁に目撃されている。料理が超絶ヘタクソ。炊き出しの当番が回ってきても、周りの人が物凄い勢いで作ってくれる。好きな食べ物は酢こんぶと羊羹。チョコレートは苦手。9月10日生まれ、年齢は不明。
　しょうこ
　ボイス系統など：空回り名探偵系
　生年月日：1月6日/19歳
　血液型：B型
　高校卒業後も学生時代の制服を愛用し、肩までのウェーブのかかったボブヘアでお姉さん風の大人びた容姿だが、苦いものが苦手など、意外と子供っぽい一面も。常に自信満々な表情で推理を披露するが、大体間違っている。それでも最終的にちゃんと事件を解決する天性の｢運の良さ｣がある。変装が特技と言い張るが、いつもバレバレ。
　探偵っぽいという理由でコーヒーが好きと公言しているが、苦いものが嫌い。
　趣味は推理小説や刑事ドラマの鑑賞とクロスワードパズル。

### ファンタジー界
現代とは全く別の世界。各地方により異なる風習、世界が展開されている。中世ヨーロッパや江戸に似た文化など地方により千差万別。
　魔法が存在する地方もある。
　ファンタジーのキャラたちは各地方の伝説などで、なんとなく別世界があることを認識している（言い伝えと解釈している国や専門の研究家がいる国まで様々）
　現代人はファンタジー界では不思議な力が使えるようになる。

#### ファンタジー界の住人
いる
　ボイス系統など：謎の妖精系
　生年月日：不明/不明
　血液型：不明
　年齢・性別不明。どこから来たのかすらもわからないが、いつも何処からか現れてまぜ生キャラ達のピンチを救ってくれる。若干偉そう。魔法のステッキを取り上げると、とんでもない事に…!?
　るな
　ボイス系統など：猫耳少女系
　生年月日：1月5日/不明
　血液型：不明
　1月5日生まれ。語尾に「にゃ～」を付けるのがマイブーム。その愛くるしいキャラで「にゃ～」を連発されても…悪い気はしません(笑)
　ケイン
　ボイス系統など：ちゃらい盗賊系
　生年月日：10月31日/17歳
　血液型：B型
　コソ泥や役人にイタズラして回る、盗賊少年。笑うと見える白い歯がチャームポイント。煙幕を使うという、ちょっとセコいやり方でいつも盗みをはたらいている。10月31日生まれの17歳。
　レオン
　ボイス系統など：従順な騎士系
　生年月日：12月8日/24歳
　血液型：A型
　真面目で真っ直ぐな性格の騎士。すぐに眉間にシワを寄せたり、意見したりするが、常に王を優しく見守る。国が荒れていた頃、山賊に襲われた村で、ただ一人生き残ったという過去を持つ。家臣の反対も退け、城で働かせてくれた王に絶対の信頼と忠誠を寄せる。恩に報いたいという思いで、若くして王室付き騎士団副団長まで昇り詰める。
　よく城を抜け出す王を探して、城下町を見回っているうちにファンクラブが結成されていた（本人は知らない）。しかし女性がちょっと苦手で、泣かれるとオロオロする。色恋沙汰には鈍いタイプ。
　特技は剣術とピアノ。お城にあるピアノで遊んでいるうちに独学で覚えた。好きなものはいちご。動物好きで、捨てられているのを見つけると無意識に拾ってきてしまう。愛情込めて(他人から見れば無表情)世話をするも全く懐いてもらえず、手はいつも咬みキズ引っ掻きキズだらけ。だが挫けることなく、里親が見つかるまで熱心に世話を続ける毎日。
　みゆ
　ボイス系統など：正統派メイド系
　生年月日：1月19日/22歳
　血液型：AB型
　1月19日生まれ。メイド歴3年半のしっかり者でクールな22歳。そのクールな性格から中々恋愛は長続きしないのが悩みの種。
　清志朗
　ボイス系統など：現代にやってきた武士系
　生年月日：8月20日/26歳
　血液型：O型
　江戸時代からやって来た武士。とにかく現代の日本が不思議で、色々なものに興味を示す。帰る方法が見つかるまで、今の世界に住み、剣道の道場でアルバイトをする事になった。機械に弱く、またよく道に迷ったりするが、本人はまったく気にしていない。
　トモ
　ボイス系統など：猫耳少年系
　生年月日：2月22日/不明
　血液型：B型
　猫耳の生えた少年｡家にいたネコがいなくなった翌日、部屋に住み着いていた｡どうやら人間になりそこねた模様。いつもごろごろ、お菓子を要求するふてぶてしい性格。

#### ファンタジー界と関わりのあると思われるキャラクター
リカルド
　ボイス系統など：謎の外国人系
　生年月日：9月20日/26歳
　血液型：B型
　英語と日本語をミックスして話す、南の方の国からやってきた外国人。国籍は不明。着物やお祭り、花火など日本っぽい行事ではやけに張り切る。好きな食べ物はたこ焼き。たこ焼き繋がりで大阪も好きだが、関西弁はイントネーションがセクシーじゃないので、好みじゃないらしい。
　苦手なのは寒さ。冬はこたつからあまり出ない。しかし出かける時は「着膨れなんて、smartじゃないぜ!」と薄着をしては風邪を引く見栄っ張り。
　情熱的で開放的な性格。呟きや大胆な誘いがセクシーで愛嬌を振りまくが、誰でもいい訳じゃなく、愛しのハニーにはとにかく一途なタイプ。断られても引かない。押して押して押しまくる。日本に着いたばかりの頃、勢い余って危うく腕に「情熱大陸日本」とタトゥーを彫るところだった。
　シュウ
　ボイス系統など：執事系
　生年月日：3月24日/25歳
　血液型：O型
　弱冠25歳にして執事頭となった有能な執事。普段は冷静で顔に出さないが、少々ドジなお嬢様の事が心配でたまらない。3月24日生まれ。
　シン
　ボイス系統など：エージェント系
　生年月日：2月9日/ 27歳
　血液型：O型
　任務を完璧にこなす敏腕エージェント。任務に忠実な一方、情に熱く、アメとムチを見事に使い分けながら部下を育てる。コードネームは「メイズ」。本名は伏せている。顔色を変えずに甘い台詞を平然と言ってしまうという一面も…2月9日生まれの27歳。